# Оксфордский собор
Кафедральный собор Христа (англ. Christ Church Cathedral) — позднероманский кафедральный собор диоцеза Оксфорда (с 1546 года), расположенный в Оксфорде, в графстве Оксфордшир, Англия. До XX века был самым маленьким кафедральным собором Великобритании. Первоначально церковь августинского монастыря Святой Фридесвиды. Ныне единственный в Англии собор, являющийся одновременно часовней колледжа, а именно колледжа Крайст-черч Оксфордского университета.

## История
В 1122 году на месте монастыря Пресвятой Богородицы в Оксфорде августинским орденом был основан католический приорат в честь Святой Фридесвиды, покровительницы Оксфорда, чьи мощи были помещены в раке при участии архиепископа Кентерберийского Ланфранка и с 1180 года являлись объектом паломничества. Монастырь действовал до XVI века. Во 2-й половине XII века в нём была построена церковь.
Шпиль собора построен в 1230 году. В 1338 году построена Латинская часовня.
В 1524 году приорат Святой Фридесвиды был распущен кардиналом Томасом Уолси, который планировал перестроить монастырь Святой Фридесвиды в кардинальский колледж. Уолси снёс западную часть нефа церкви. В 1529 году Генрих VIII обвинил Уолси в государственной измене, и строительство колледжа было приостановлено, но в 1532 году колледж основал сам король. В 1538 году рака Фридесвиды была осквернена реформаторами. В 1546 году церковь монастыря была преобразована в кафедральный собор Христа, центр диоцеза, образованного в 1542 году (до 1546 года кафедра находилась в Озни), и одновременно в капеллу новоучреждённого университетского колледжа, который получил название Крайст-черч. В 1546 году Оксфорд получил статус города. В правление Марии I (1553—1558) мощи Фридесвиды были возвращены в раку. После смерти Марии I протестанты осквернили мощи и захоронили их под полом церкви, а раку разбили.
В XIX веке собор отреставрирован под руководством Джорджа Гилберта Скотта.
В 2002 году рака святой Фридесвиды восстановлена в Латинской часовне и вновь является объектом паломничества.
Сохранился витраж «Окно Томаса Бекета» (ок. 1340). Фламандские братья-живописцы XVII века Абрахам и Бернард ван Лин (Bernard van Linge, 1598—1644) из Эмдена создали монументальный витраж с изображением Ионы на фоне Ниневии.

В соборе были рукоположены Джон Уилкинс (1614—1672), основатели методизма Джон (1703—1791) и Чарльз Уэсли (1707—1788).
Среди погребений в Оксфордском соборе — философы Джон Локк и Джордж Беркли, учёный Роберт Бёртон, декан Генри Лидделл (отец Алисы Лидделл), богослов Эдвард Пьюзи.

## Архитектура
Материалом послужил жёлтый котсуолдский камень. Неф, хоры, трансепты и башня собора относятся к поздненормандскому стилю. Собор сочетает в себе черты романского, нормандского, раннеанглийского и перпендикулярного готического стилей. Имеет окно-розу так называемого «ботанического» типа, с десятью лепестками.
- Общий вид
- Восточный фасад и роза
- Внутри собора
- Алтарь и своды
- Своды на хорах
- Неф и орган
- Клуатр
- Надгробие Джона де Ноуэрса
- Витраж, изображающий святых Веру, Надежду и Любовь

## Музыка

### Орган
Первый орган. о котором известны подробности, был построен в 1624 году Далламом, но пропал во время английской революции и протектората Кромвеля. Около 1680 года «Отцом Смитом» построен следующий инструмент (хотя есть версия, что речь идёт об органе для церкви Христа в Дублине). Так или иначе, но известно, что в 1848 году «Грэй и Девисон» ремонтировали и расширили орган до 21 регистра. В следующий раз той же фирмой орган был увеличен до 30 регистров в 1870 году.
Современный орган состоит из 45 регистров на четырёх мануалах (Позитив, Хауптверк, Швеллер и Бомбард) и педали. Он построен в 1979 году австрийской фирмой Rieger Orgelbau. Орган располагается у западного входа на галерее. Корпус Смита 1680 года содержит Хауптверк, Швеллер располагается ниже в новом корпусе, для Позитива использован корпус прежнего второго органа на хорах, спроектированный Джорджем Гилбертом Скоттом в XIX веке.

### Хоры
Статут Уолси предусматривал 16 певцов и 30 поющих священников. Хор существует в соборе с 1526 года его первый руководитель и органист — Джон Тавернер. В прошлом в хоре пел композитор Уильям Уолтон.
Главный соборный хор состоит из 12 взрослых голосов (6 профессионалов и 6 студентов) и 16 мальчиков в возрасте 7—13 лет. Лишь в 2019 году в хоре появился женский голос. Хор поёт во время университетских семестров, на Рождество и Пасху, активно гастролирует и записывается.
Добровольный хор поёт в отсутствие основного.
Студенческий хор действует во время учебных семестров 2—4 раза в месяц.
С сентября 2019 года существует хор девочек «Голоса Фридесвиды», он поёт вечерню один раз в неделю.